# Numance
Pour les articles homonymes, voir Numance et Numancia.
Numantia ou Numance est une ville antique du nord de l'Hispanie (aujourd'hui sur le territoire de la  municipalité de Garray, et à environ 5,5 km au nord-est du centre de l'actuelle Soria), qui résista durant vingt ans à la conquête romaine, entre 153 et 133 av. J.-C.. Plusieurs généraux échouèrent à la prendre avant que le Sénat n'y envoyât son meilleur chef, Scipion Émilien.

## Histoire

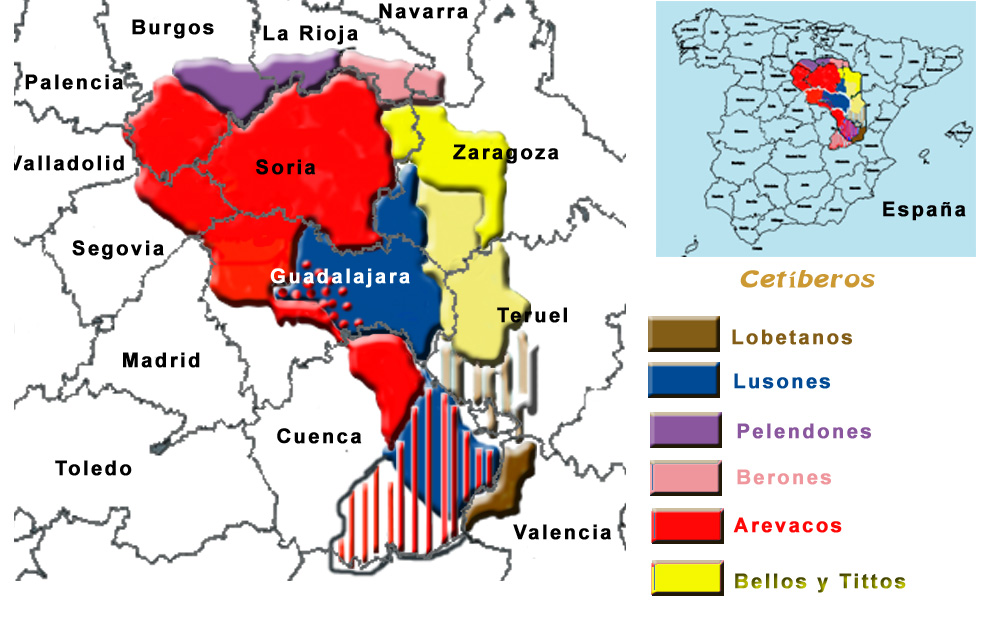
Territoires des différentes tribus celtibères

### Antiquité pré-romaine
Numance était un castrum de l'âge du fer qui contrôlait un gué sur le Douro.
Pline l'Ancien la compte parmi les villes des Pelendons, mais d'autres, comme Strabon et Ptolémée la font relever de la tribu celtibère des Arévaques, issue du mélange, au Ve siècle av. J.-C., d'Ibères et de Celtes émigrés, et vivant dans la région de Numance et d'Uxama (aujourd'hui El Burgo de Osma).

### Siège de la ville
Le premier conflit sérieux avec Rome éclata en 153 av. J.-C., alors que le consul Quintus Fulvius Nobilior s'apprêtait à prendre d'assaut Segeda, (appartenant aux Belli, autre peuple celtibère), puis Numance, avec une armée de 30 000 soldats. Le chef des Belli, Carus de Segeda, parvint à vaincre les troupes romaines.
Après vingt années de guerres ininterrompues entre les Arévaques, appuyés par d'autres tribus celtibères, et les Romains, qui avaient tenté au moins cinq fois sans succès de conquérir la ville, l'armée romaine de la Tarraconaise fut confiée à Scipion Émilien, héros de la troisième guerre punique. Celui-ci, après avoir mis à sac le territoire des Vaccéens, vint assiéger Numance en 134 av. J.-C. Persuadé que la citadelle ne pouvait être prise que par la faim, il fit édifier une double muraille d'encerclement propre à isoler Numance et à la priver de tout soutien extérieur. Au bout de quinze mois de siège, la ville tomba en été 133 av. J.-C., vaincue par la famine. Ses habitants préférèrent se suicider plutôt que de se rendre. Ils incendièrent la ville pour qu'elle ne tombât pas aux mains de l'ennemi. Le général romain y gagna le surnom de "Numantinus".
C'est aussi au siège de Numance que Jugurtha, grand allié de Rome, se distingua la première fois.
La guerre de Numance revêt une importance toute particulière, car elle permet à l'hégémonie romaine de s'affirmer au centre et au nord de l'Hispanie et marque la pacification définitive de la Péninsule ibérique.

## Archéologie
Avec le temps, on oublia la situation géographique exacte de Numance et l'on ne pouvait plus que deviner approximativement son emplacement d'après les écrits que nous avaient laissés les Romains. Pendant longtemps, on situa la cité dans les environs de Zamora, même si au XVIe siècle déjà, l'érudit Fray Antonio de Guevara avait suggéré que Numance se trouvait sur le territoire du village de Garray. En 1860, Eduardo Saavedra découvrit l'emplacement réel des ruines. Les emplacements des campements romains déployés autour de la ville ont été établis par Adolf Schulten.
Le site archéologique a été déclaré Monument national par ordonnance souveraine du 25 août 1882, bénéficiant dès lors de la protection de l'État et de la Commission des monuments de Soria. 
Les fouilles archéologiques commencèrent en 1906 et se poursuivent plus de cent ans après, avec une équipe d'archéologues de l'université Complutense de Madrid sous la direction d'Alfredo Jimeno.

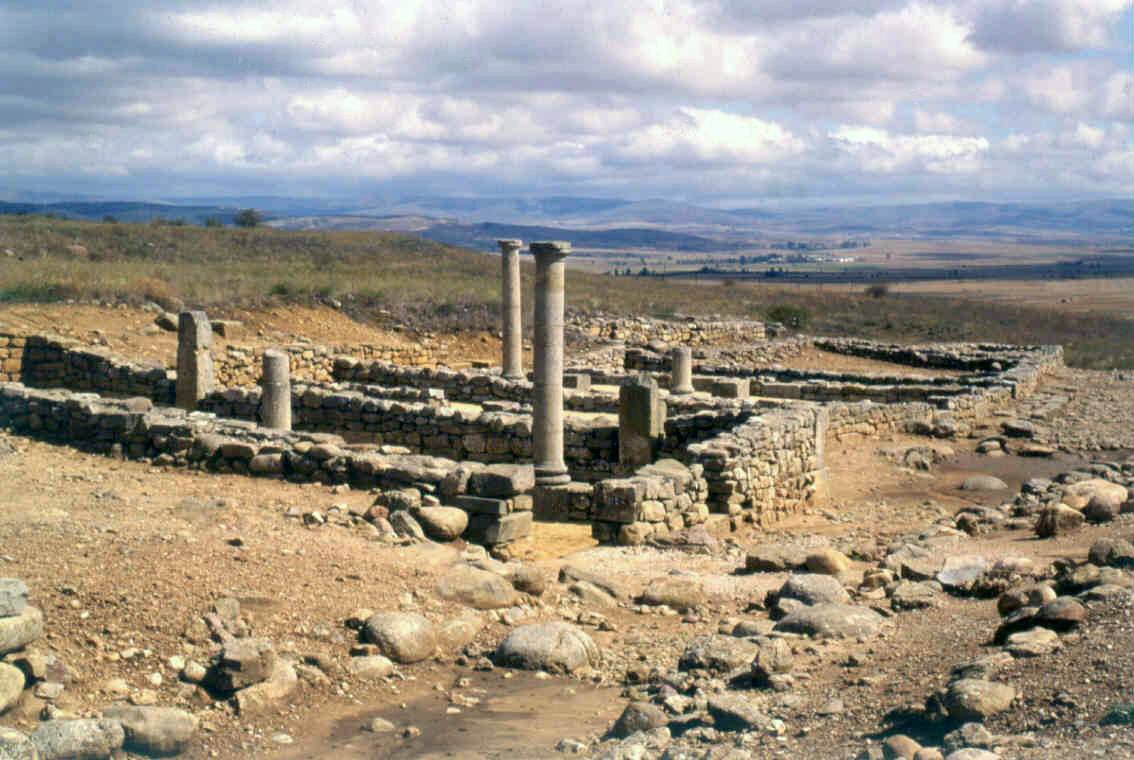
Rue de Numance avec une domus du quartier sud

Les ruines qui ont jusqu'à présent été mises au jour (sur une surface de quelque 6 hectares) fournissent peu de renseignements sur la cité la plus ancienne, détruite en 133 av. J.-C. par Scipion Émilien ; par contre, elles donnent une idée assez précise de la ville celtibère du Ier siècle av. J.-C. et de la cité romaine impériale, qui présente un agencement en damier quelque peu irrégulier, sans espaces libres ou places.
Pavées de gros galets, les rues étaient orientées en une direction est-ouest, à l'exception de deux rues principales orientées nord-sud. Toutefois, elles n'étaient pas absolument rectilignes, se poursuivant à chaque croisement dans le même sens, mais un peu plus à gauche ou un peu plus à droite, afin que les angles des maisons pussent couper le vent.
Lorsqu'il pleuvait, l'eau et la boue provenant des maisons se déversait à même la rue. Le Douro passant tout près, certaines zones étaient inondées.
Les maisons étaient regroupées en blocs ou s'alignaient le long de la muraille. D'une surface d'environ 50 m2, elles comprenaient trois pièces. Les premières demeures celtiques n'avaient que deux pièces, mais peu à peu on en ajouta une troisième, fermée par une porte en face de la maison. Dans la pièce principale, les Numanciens mangeaient et dormaient ; la deuxième servait de garde-manger et la troisième de vestibule et d'entrée. Les bâtiments étaient de pierre, bien qu'on y trouvât également des éléments de bois, de pisé et de terre ; la toiture était constituée de bottes de seigle. Le sol était recouvert de terre battue pour protéger du froid.
Quant à l'alimentation, on alternait la viande avec les céréales, les fruits secs et les légumes. On faisait aussi de l'hydromel, ainsi que la fameuse bière appelée caelia, à base de blé fermenté.
Des basses-cours rectangulaires étaient adossées aux maisons. Les habitants avaient l'habitude de se baigner dans leur propre urine, bien qu'ils fussent par ailleurs propres et soigneux, comme le rapportent Diodore de Sicile et Strabon.
Une muraille renforcée de plusieurs tours et percée de quatre portes défendait les habitants, qui y vivaient en permanence au nombre de 2000.

## Site actuel

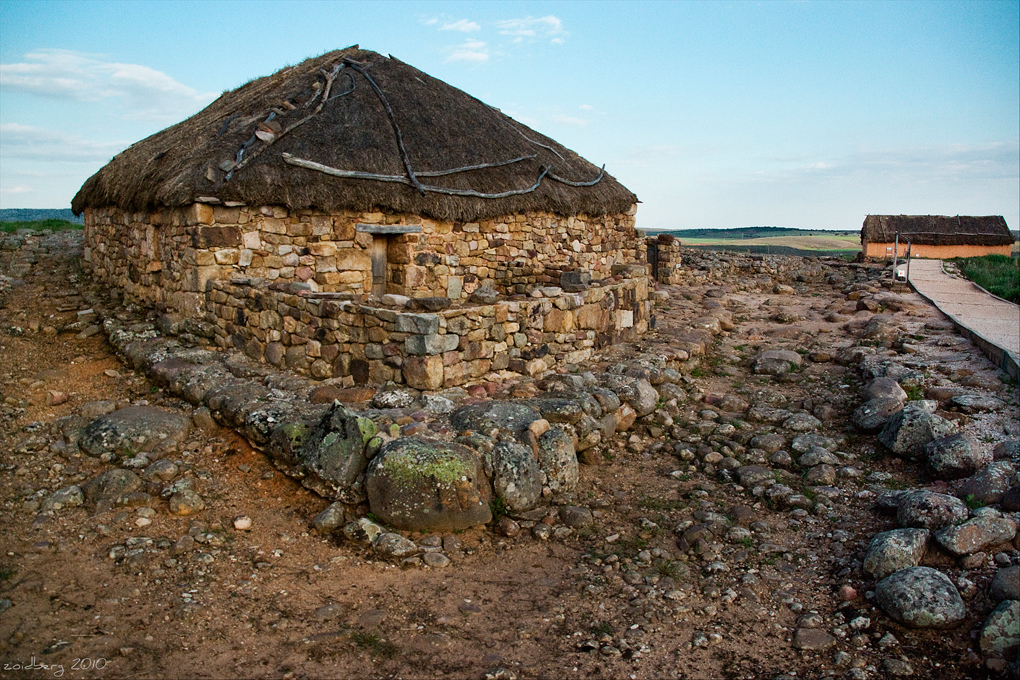
Reconstitution de maisons celtibères à Numance

Dans la partie fouillée (quelque six hectares, soit le quart de la surface occupée par la cité antique), on voit en réalité les vestiges de deux villes : le castro celtibère, qui a été détruit, et la cité romaine, érigée sur les ruines de l'ancienne ville en conservant le tracé des rues orientées est-ouest. On y voit des trottoirs empierrés et des passages piétons surélevés constitués de pierres espacées permettant de traverser les rues à pied sec et sans descendre des trottoirs relativement hauts. On y voit des thermes et des citernes, des édifices publics et des canalisations, et un peu partout des moulins à main.
La zone la plus intéressante correspond au chemin de ronde, où l'on a reconstitué quelques mètres de la muraille (l'enceinte originale faisait trois kilomètres de périmètre et jusqu'à six mètres d'épaisseur), ainsi que deux habitations populaires, l'une celtibère et l'autre romaine, qui ressemblent, avec leur toit en paille de seigle, à de simples cabanes pastorales. Rien à voir avec les maisons nobles, dont on découvre les vestiges dans le quartier sud, mieux protégé et plus ensoleillé, et qui présentent un patio bordé de colonnes.
Au pied de la colline, dans l'ancienne école de Garray, un circuit didactique explique à l'aide de maquettes et de documents audiovisuels quels furent les derniers jours de l'héroïque cité celtibère. À l'extérieur, un bélier romain reçoit le visiteur, machine de guerre ornée à son extrémité d'une tête en bronze... de bélier. À l'intérieur, les deux mondes, celtibère et romain, sont confrontés, dans deux salles différentes, séparées par un morceau de muraille symboliquement reconstitué et qu'il faut franchir pour passer de l'une à l'autre.
À Garray, on célèbre tous les ans, le dernier samedi de juillet, la guerre de Numance, représentation populaire pour laquelle des gradins permanents ont été aménagés sur le versant de la colline.

### Menaces de dégradation du paysage environnant
Un lotissement vient d'être construit à proximité immédiate de l'un des sept campements romains, celui d'Alto Real. Diverses institutions culturelles avaient protesté contre ce projet en raison de l'impact qu'il aurait sur le paysage environnant, bien qu'il ne fût pas porté atteinte aux ruines proprement dites, comme il était affirmé de source officielle. L'aménagement de la zone industrielle « Soria II » dans le voisinage du site avait pu être évité de justesse en 2010.

## Retombées historiques, littéraires et artistiques

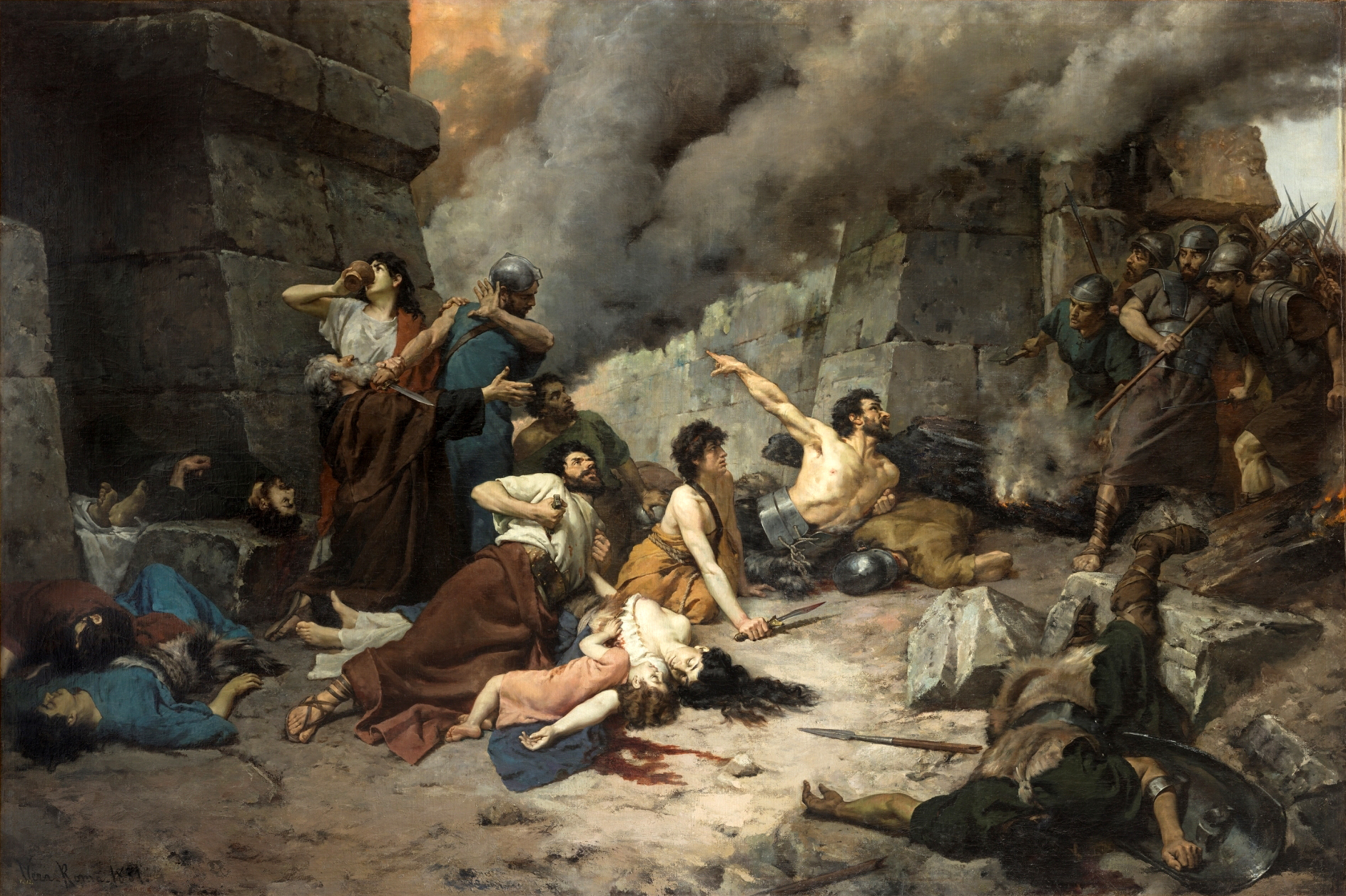
Numance de Alejo Vera

L'attitude des Numanciens a tellement impressionné Rome que les auteurs romains, notamment Pline et Florus, ont souvent exalté leur résistance, en faisant un mythe, renforcé par l'exemple d'autres cités et peuples de la péninsule qui combattirent sans relâche jusqu'au bout, tels que Calagurris, Estepa ou les villes de Cantabrie. Pendant l'invasion de l'Espagne par Napoléon Ier, le mythe de Numance a été ravivé, un net parallèle étant établi entre la résistance celtibère et la résistance espagnole. Cette lutte acharnée a laissé des traces dans la langue espagnole, où l'adjectif « numantino » signifie « qui résiste avec ténacité jusqu'à la limite de ses forces, souvent dans des conditions précaires ».
L'épisode historique du siège de Numance a inspiré, entre autres, une tragédie à Miguel de Cervantes : Le Siège de Numance (1585). L'écrivain mexicain Carlos Fuentes l'évoque aussi dans son recueil de nouvelles historiques : L'Oranger (1993).
Le peintre Alejo Vera évoque la chute de la cité dans son tableau Le Dernier Jour de Numance (1881).
Au début du XXe siècle, pendant le règne d'Alphonse XIII, on commença à porter à l'histoire de Numance un intérêt accru. En souvenir de la cité hispanique, on baptisa Numancia une ville des Philippines (province d'Aklan), ainsi que plusieurs navires et unités militaires. En 1936, pendant la guerre civile espagnole, un régiment appelé Numancia conquit le village d'Azaña, qu'il renomma Numancia de la Sagra. Le club de football de Soria porte le nom de Club Deportivo Numancia.